# Colin Burgess
Colin Burgess (16. listopadu 1946 Sydney – 16. prosince 2023) byl australský bubeník.

## Kariéra
Svou kariéru zahájil v polovině šedesátých let. První významnější skupina, s níž Burgess hrál, nesla název The Masters Apprentices (členem se stal roku 1968, kapela v té době již tři roky existovala). Skupinu opustil v roce 1972 a v letech 1987–1991 a 2001–2002 s ní znovu vystupoval. Od prosince 1973 do února 1974 byl členem skupiny AC/DC (se skupinou znovu hrál v září 1975). V osmdesátých letech působil ve skupině His Majesty, v níž hrál také jeho bratr Denny Burgess (vystupovali spolu již v šedesátých letech. Později působil v kapele Good Time Charlie, jež vznikla na základech předchozí skupiny. V roce 2005 byl o něm a jeho bratrovi natočen dokumentární film The Comeback Kings. Dvojice spolu rovněž vystupovala pod názvem The Burgess Brothers Band.